# 普拉西尼亚
普拉西尼亚是巴西圣保罗州的一个市镇。总面积63.047平方公里，总人口2667人，人口密度42.3人/平方公里。